# Croton bastardii
Espèce
Croton bastardii est une espèce de plantes à fleurs du genre Croton et de la famille des Euphorbiaceae, présente à l'ouest de Madagascar.